# David Angell
David Lawrence Angell (Barrington, Rhode Island, 10 de abril de 1946-Nueva York, 11 de septiembre de 2001) fue un productor de televisión estadounidense de sitcoms. Angell ganó varios Premios Emmy como creador y productor ejecutivo, junto a Peter Casey y David Lee de la serie cómica Frasier. Angell y su esposa Lynn murieron a bordo del vuelo 11 de American Airlines el avión que se estrelló contra la Torre Norte del World Trade Center durante los atentados del 11 de septiembre de 2001.

## Primeros años y educación
Angell nació en West Barrington, Rhode Island, hijo de Henry y Mae Angell. Obtuvo un grado en literatura inglesa en el Providence College. Se enroló en el Ejército de los Estados Unidos después de graduarse y sirvió en El Pentágono hasta 1972. Posteriormente se trasladó a Boston y trabajó como analista de métodos en una compañía de ingeniería y después en una empresa de seguros en Rhode Island. Su hermano, el reverendo Kenneth Anthony Angell, es un prelado católico y antiguo obispo de la Diócesis de Burlington.

## Carrera
Angell se trasladó a vivir a Los Ángeles en 1977. Su primer guion fue vendido a los productores de la serie Annie Flynn. Cinco años después, vendió su segundo guion a la serie Archie Bunker's Place. En 1983, comenzó a trabajar en la serie Cheers como escritor. En 1985, Angell unió fuerzas junto con Peter Casey y David Lee como productores/escritores de la serie Cheers. El trío recibió 37 nominaciones a los premios Emmy y ganó 24 premios Emmy, incluyendo el antes mencionado de Frasier, así como el premio Emmy de comedia excepcional por la serie Cheers en 1989 y el premio Emmy de guion excepcional por la serie Cheers, que Angell recibió en 1984. Después de trabajar juntos como productores en Cheers, Angell, Casey y Lee formaron Grub Street Productions. En 1990 crearon y produjeron ejecutivamente la serie de comedia Wings.

## Muerte
Angell y su esposa, Lynn, se encontraban entre los pasajeros del Vuelo 11 de American Airlines que murieron durante los Atentados del 11 de septiembre de 2001, cuando el avión fue secuestrado por miembros de Al Qaeda y estrellado contra la torre norte del World Trade Center en Nueva York en 2001.

## Legado

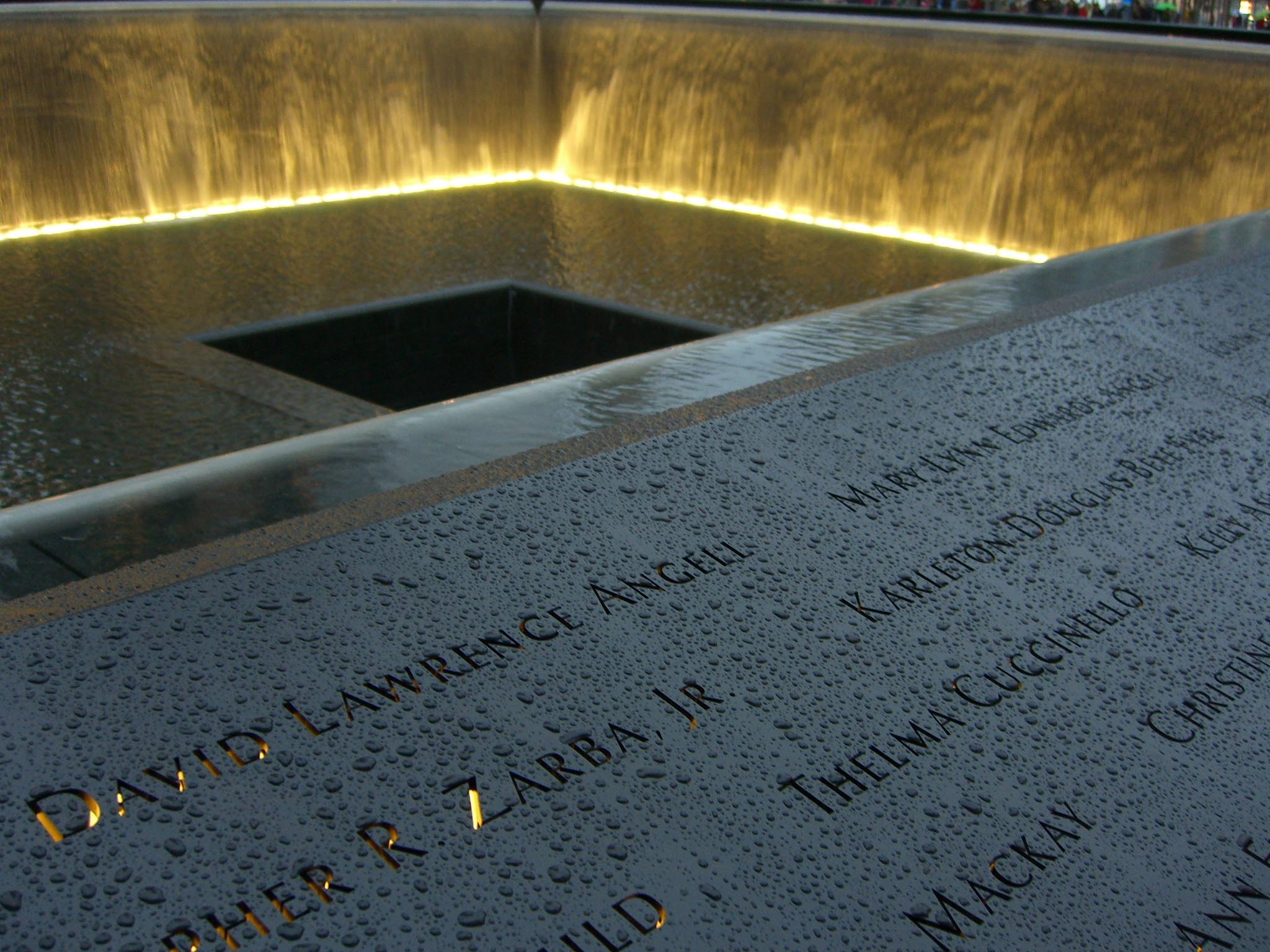
Los nombres de David Angell y de su esposa se encuentran en el panel N-1 de la piscina norte del National September 11 Memorial & Museum, junto con otros pasajeros del vuelo 11.

David Angell y su esposa Lynn fueron homenajeados en un episodio de la serie Frasier dos semanas después de su muerte.
En el National September 11 Memorial & Museum, Angell y su esposa se encuentran memorializados en la piscina norte, en el panel N-1, junto a otros pasajeros del vuelo 11.